# Роговик (деревня)
Роговик — деревня в Добрянском районе Пермского края. Входит в состав Висимского сельского поселения.

## Географическое положение
Деревня расположена на левом берегу реки Дивья, примерно в 17 км к северо-западу от города Добрянка.

## Население
| 2010 |
| ---- |
| 6    |

## Топографические карты
- Лист карты O-40-53 Доьрянка. Масштаб: 1 : 100 000. Издание 1977 г.